# Île Hugon
Pour les articles homonymes, voir Hugon.
L’île Hugon est une île de Nouvelle-Calédonie appartenant administrativement à Boulouparis.
Elle tient son nom de l'amiral Amable Hugon. De nombreux fossiles y ont été trouvés. 